# Noubounet
Noubounet était l'une des grandes épouses royales de Pépi Ier.

## Généalogie
Reine oubliée de l'historiographie classique de la VIe dynastie, son existence a été révélée lors des fouilles de la mission archéologique française de Saqqâra qui a mis au jour tout autour du complexe funéraire de Pépi Ier un ensemble de pyramides de reines inconnues ou perdues jusque-là.

## Sépulture
Sa tombe a été retrouvée dans un petit complexe pyramidal bâti au sud de celui de son époux à Saqqarah sud. L'ensemble est très ruiné et l’exigüité des lieux a limité le développement du complexe aux éléments essentiels au fonctionnement du culte funéraire de la reine.